# 不静定構造
不静定構造(ふせいていこうぞう)とは力のつりあいだけで解析できない（反力や断面力を計算出来ない）構造を指す。
逆に、力のつりあいだけで解析できるものを静定構造という。不静定構造の解析には、変形の適合条件を考慮する必要があり、
複雑な計算が必要となるが、部材や反力を1つ場合によっては2つ以上減らしても不安定にならず、静定構造物に比べて力学的に安全性が高い。

## 不静定構造物の特性
1. 部材断面寸法を小さくできるため、経済的に有利である。例えば、連続ばりは単純ばりを連ねた構造に比べて、等分布荷重による曲げモーメントの最大値を減らすことができる。
2. 余剰耐力が期待でき、変形能も大きい。例えば、静定トラス構造の場合、構成部材のいずれか一つでも破損すれば不安定な構造となるが、不静定トラス構造の場合は、構造の安定性は損なわれない。
3. 車両の走行性が優れている。橋梁に限った特徴であるが、連続ばりの場合、中間支点上で桁が連続的に変形するため滑らかに走行でき、橋に加わる衝撃も小さい。
4. 支点の沈下や温度変化が生じた時、変形が拘束されるため、新たな反力や部材力が生じる。

## 拘束度
平面内にある物体の運動は、
水平方向と鉛直方向への平行運動と、
回転運動の3つに分けることが出来る。
これを自由度が3であるという。
つまり、平面内の運動には3個の運動成分があり、
外力が作用する場において物体を静止させるには、
3成分の運動を拘束する必要がある。
自由度1に対して、
運動の1成分を拘束するときを拘束度1と呼ぶ。

## 外的不静定と内的不静定
拘束度1はすなわち未知反力が1つあることを示し、
拘束度が3の構造は力のつりあいだけで解析できるため、
静定構造となる。
一方で、拘束度が3以上のとき、未知反力の数がつりあい式の数より多くなるため、
変形の適合条件を加える必要がある。
このような構造を内的不静定と比較して、
外的不静定と呼ぶ。
内的不静定はトラス構造で見られ、
拘束度が3であるため、支点反力を求めることは出来る（これを、外的には静定という）が、
力のつりあいだけでは部材力を求められない形式をいう。